# Odontosida pulcherrimum
Odontosida pulcherrimum är en fjärilsart som beskrevs av Rothschild 1894. Odontosida pulcherrimum ingår i släktet Odontosida och familjen svärmare. Inga underarter finns listade i Catalogue of Life.